# Gemeinde Bijelo Polje
Die Gemeinde Bijelo Polje (montenegrinisch Општина Бијело Поље Opština Bijelo Polje) ist eine Gemeinde in Montenegro. Der Verwaltungssitz ist der Hauptort Bijelo Polje, daneben gehören die Dörfer Babića Brijeg, Banje Selo, Biokovac, Bioča, Bistrica, Brestovik, Brzava, Brčve, Vergaševići, Vrbe, Gojevići, Gorice, Gornji Dio Grada, Dupljaci, Kaševari, Kneževići, Kradenik, Krstače, Kruševo, Livadice, Lipnica, Ličine, Mahala, Medanovići, Nikoljac, Ograde, Oluja, Pisana Jela, Pruška, Raklja, Ribarevine, Rijeke, Slatka, Strojtanica, Sutivan, Sušica, Ćukovac, Ušanovići, Centar Grada, Čampar und Šolja  zur Gemeinde.

## Bevölkerung
Die Volkszählung aus dem Jahr 2011 ergab für die Gemeinde Bijelo Polje eine Einwohnerzahl von 46.676. Davon bezeichneten sich 16.562 (35,96 %) als Serben, 12.592 (27,34 %) als Bosniaken, 8.808 (19,13 %) als Montenegriner und 5.985 (13,00 %) als Ethnische Muslime.
| Zensus    | 1948 1 | 1953 1 | 1961   | 1971   | 1981   | 1991   | 2003   | 2011   |
| --------- | ------ | ------ | ------ | ------ | ------ | ------ | ------ | ------ |
| Einwohner | 36.795 | 41.432 | 46.651 | 52.598 | 55.634 | 55.268 | 50.284 | 46.051 |